# Evax lusitanica
Evax lusitanica  es una especie  de planta con flor de la familia de las Asteraceae.

## Sinonimia
Evax lusitanica fue descrita por Gonçalo Antonio da Silva Ferreira Sampaio en 1921; pero en 1962 se incluyó dentro del género Filago, como Filago lusitanica, por Antonio Rodrigo Pinto da Silva, nombre que actualmente está en desuso.

## Características generales
Se trata de una planta acaule verdoso-blanquecina. Tiene hojas de la roseta involucrante de 12-25 x 4-9 mm, de oblongo-obovadas a oblongo-espatuladas, marcadamente obtusas, planas. Las brácteas involucrales son obovadas, aunque a veces se presentan como acuminadas; las más largas de 2,7-4 x 1,4-1,8 mm. El fruto es tipo aquenio, como la mayoría de las plantas de la familia Asteraceae, de 0,8-1 x 0,4-0,6 mm, pardo oliváceos y pelosos.
Florece y fructifica de febrero a abril.
Se diferencia de las demás especies del género Evax por ser acaule y por la forma de las hojas.

## Hábitat y distribución general
Se encuentra por campos no cultivados y cunetas, sobre suelos ácidos en la Sierra Norte, Sierra de Aracena, Andévalo, litoral onubense, sudeste de Portugal y noroeste de África.